# Anna Albrecht (Moderatorin)
Anna Albrecht (geb. Metzentin, * 2. Oktober 1995 in Bremen) ist eine deutsche Moderatorin und Journalistin. Seit 2019 ist sie Moderatorin bei der Tagesschau.

## Leben
Nach dem Abitur 2013 am Kippenberg-Gymnasium studierte Albrecht an der Universität Hamburg Soziologie und Medien- und Kommunikationswissenschaften im Bachelorstudiengang und Soziologie im Master. Seit 2014 arbeitet Albrecht unter anderem für den Norddeutschen Rundfunk als Autorin und Moderatorin.
Anna Albrecht lebt in Hamburg.

## Wirken
Erst als studentische Hilfskraft, später als On-Reporterin und Formatentwicklerin veröffentlichte Albrecht satirische Stücke, unter anderem zum Thema Werbung für Abtreibung für extra 3. Ab 2015 wirkte sie bei Radio Bremen in der Gründung des crossmedialen Jugendsenders Bremen Next mit. Bis 2018 moderierte Albrecht dort im Radio und vor der Kamera und war als Redakteurin tätig.
Zum Start von Funk (Medienangebot) entwickelte sie Konzepte für die Sport-Satire Wumms und arbeitete dort in unregelmäßigen Abständen als Autorin und Reporterin. Ab 2020 übernahm Albrecht die Moderation des Kanals „bubbles“  in Zusammenarbeit mit dem Hessischen Rundfunk. Noch während ihres Volontariats beim Norddeutschen Rundfunk konzipierte Albrecht 2019 den Auftritt der Tagesschau auf TikTok und präsentiert seitdem Nachrichten für eine junge Zielgruppe. Ihre Videos sind vor allem auf Instagram, YouTube, TikTok und bei WhatsApp zu sehen.

## Weitere Engagements
Albrecht ist regelmäßig Teilnehmerin von Veranstaltungen, Panels und Jurys, die sich für soziale Teilhabe, Medienkompetenz und politische Bildung einsetzen.
Unter anderem war sie Mitglied der Auswahlkommission des Civis-Medienpreises. und in der Jury von Dein Dreh mit der Demokratie des Hessischen Rundfunks.
2023 moderierte Albrecht im Rahmen des Planspiels „Jugend im Bundesrat“ eine Diskussionsrunde zwischen Schülergruppen und dem damaligen Bundesratspräsidenten Peter Tschentscher.